# 哈拉毛都镇
哈拉毛都镇，是中华人民共和国吉林省松原市前郭尔罗斯蒙古族自治县下辖的一个乡镇级行政单位。

## 行政区划
哈拉毛都镇下辖以下地区：
王府屯村、桥南村、前哈拉毛都村、后店村、小城子村、哈崩店村、后蒙村、先锋村、孙家窝堡村、章京营子村、春光村和朝阳村。